# Procesnormalisatie
Procesnormalisatie is de mate waarin de inhoud van het werk is gespecificeerd of voorgeprogrammeerd (anders: processtandaardisatie) (Volberda, 2007, p. 187). In de literatuur komen ook de volgende termen voor waarmee hetzelfde wordt bedoeld: Standaardisatie, Formalisatie, Regelspecificatie (onder andere Price, Kubicek, Pugh). Standaardisatie komt meestal voor als een term die aangeeft of iets al dan niet beschreven altijd zo wordt gedaan. Formalisatie is in gebruik gelijk aan procesnormalisatie (Volberda, 2007, pp. 187-188). Regelspecificatie komt weer overeen met de term standaardisatie.

## Doel
Het doel van procesnormalisatie is om de werking en dus ook het nut van het proces te borgen. Daarnaast heeft standaardisatie als doel om besparingen te realisering voor schaalvergroting, een efficiënte productie te garanderen en de kwaliteit te borgen (Hamel, 2007, p. 133).

## Wat zijn de mogelijke werkwijzen voor procesnormalisatie?
Er zijn vele mogelijke werkwijzen voor het normaliseren van processen, waarbij er drie verschillende invalshoeken zijn te onderscheiden. Als eerste de overkoepelende methode van procesmanagement, als tweede de methode van procesmodellering en als derde de aspecten/diepgang van procesbeschrijving.

## Methoden procesmodellering
Voor het modelleren van processen zijn er vele methoden. Bijvoorbeeld Business Process Modeling Notation (BPMN), Flowchart, Eventdriven Process Chain (EPC), Unified Modeling Language (UML), IDEF (Integrated DEFinition) methods, Petrinetten, de Sensus-methode, Piactor en het Process Model Canvas. Hoewel elke methode zijn voor- en nadelen heeft onder andere (Bakker, Labeur, & Spronk, 2011) zegt dit niets over een algemeen effect hiervan op de bedrijfsperformance. In elke situatie, moet afhankelijk van het procesniveau en het procestype, de juiste methode voor de procesmodellering worden gekozen. Dit laten we verder buiten beschouwing, omdat dit niets zegt over het effect van procesnormalisatie op de bedrijfsperformance.

## Aspecten en diepgang procesbeschrijving (7W's)
Voor het beschrijven van processen worden de volgende elementen (7W's) aangegeven (Business Issues kennisbank, 2011) om te beschrijven:
1. a. Wat: processen, activiteiten, beslissingen;
2. b. Wie: functionarissen, taken, verantwoordelijkheden en bevoegdheden, rollen;
3. c. Waarom: kwaliteitsregels, wetten, prestatiecriteria;
4. d. Wanneer: tijdstip, frequentie;
5. e. Waarmee: inputs, outputs, triggers, formulieren, informatiesystemen, documenten met achtergrondinformatie;
6. f. Waarheen en Waarvandaan: bron en bestemming van inputs en outputs.

De diepgang van de beschrijving is voor elk niveau verschillend (Geelen, 2005, p. 72). Een belangrijke vraag die naar voren komt is welk effect de diepgang heeft op de verschillende onderdelen van de bedrijfsperformance.

## Effect
Procesnormalisatie kan zowel positieve effecten als negatieve effecten hebben op de organisatieperformance. Welk effect en de mate van het effect hangt af van diverse factoren. Op basis van literatuuronderzoek is het volgende schema opgesteld. Het schema geeft het te verwachten effect weer van procesnormalisatie op de performance van de organisatie en daarin onderscheiden Effectiviteit, Efficiëntie, Exploitatieve innovatie, Exploratieve innovatie en Flexibiliteit.